# Changting

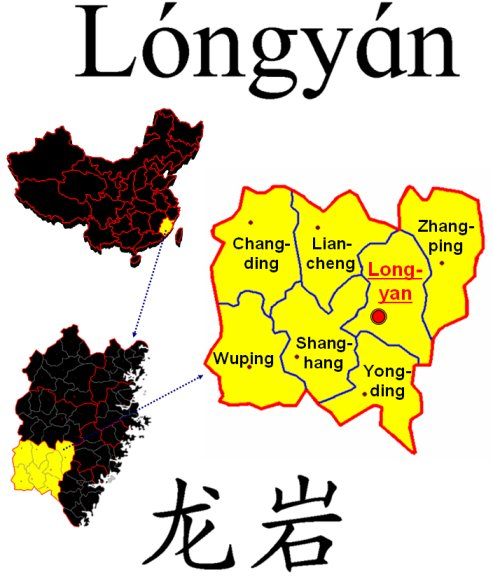
Gliederung der bezirksfreien Stadt Longyan

Changting (chinesisch 长汀县, Pinyin Chángtīng Xiàn) ist ein Kreis der bezirksfreien Stadt Longyan in der chinesischen Provinz Fujian. Er hat eine Fläche von 3.104 km² und zählt 397.470 Einwohner (Stand: 2020). Sein Hauptort ist die Großgemeinde Tingzhou (汀州镇).
Der Sitz der ehemaligen Sowjet-Regierung in Changting (Changting geming jiuzhi 长汀革命旧址) steht seit 1988 auf der Liste der Denkmäler der Volksrepublik China (3-29).